# Sandarville
Sandarville ist eine französische Gemeinde mit 419 Einwohnern (Stand: 1. Januar 2022) im Département Eure-et-Loir in der Region Centre-Val de Loire. Die Gemeinde gehört zum Arrondissement Chartres und zum Kanton Illiers-Combray. Die Einwohner werden Sandarvillois genannt.

## Geographie
Sandarville liegt etwa 17 Kilometer südwestlich von Chartres. Umgeben wird Sandarville von den Nachbargemeinden Bailleau-le-Pin im Norden und Westen, Meslay-le-Grenet im Nordosten, Ermenonville-la-Grande im Osten und Südosten sowie Épeautrolles im Süden und Südwesten.

## Bevölkerungsentwicklung
| Jahr                      | 1793 | 1856 | 1901 | 1954 | 1962 | 1968 | 1975 | 1982 | 1990 | 1999 | 2006 | 2013 |
| Einwohner                 | 388  | 405  | 345  | 276  | 250  | 243  | 235  | 234  | 282  | 342  | 380  | 389  |
| Quelle: Cassini und INSEE |      |      |      |      |      |      |      |      |      |      |      |      |

## Sehenswürdigkeiten
- Kirche Saint-Martin-et-Saint-Jouvin

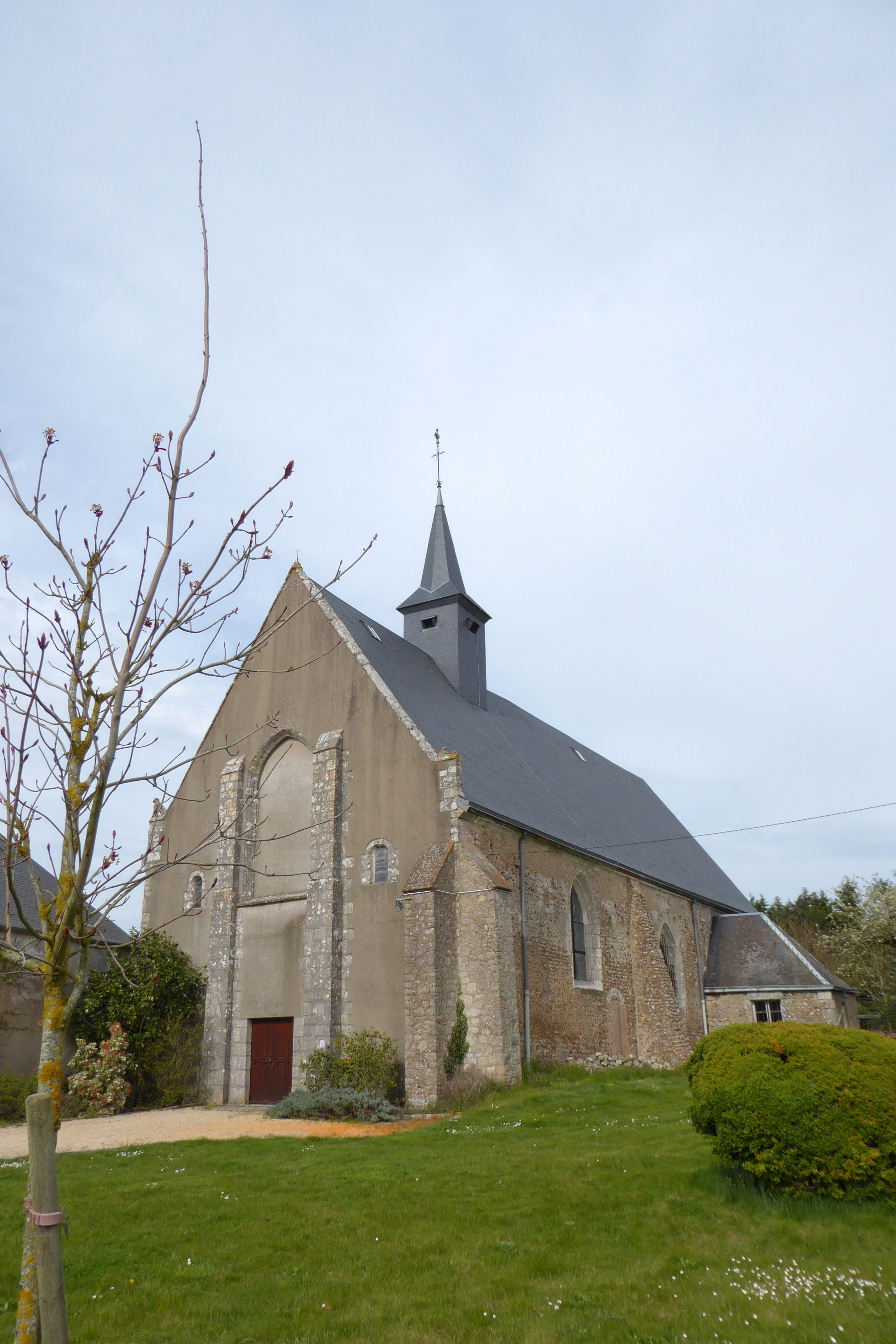
Kirche Saint-Martin-et-Saint-Jouvin